# Романчук Олександр Володимирович (генерал)
Олександр Володимирович Романчук (нар. 15 квітня 1959, м. Луганськ, Українська РСР, СРСР) — російський воєначальник, керівник Військового навчально-наукового центру Сухопутних військ «Загальновійськова академія ЗС РФ» з 2019 року, генерал-полковник (17.02.2023). Брав участь в анексії Криму та війні на Донбасі. У 2023 році отримав звання генерал-полковника. З червня 2023 року — командувач угрупуванням Збройних сил Росії на Запорізькому напрямі.

## Біографія
Народився 15 квітня 1959 року у Луганську. Закінчив Бакинське вище загальновійськове командне училище імені Верховної Ради Азербайджанської РСР у 1980 році, Військову академію бронетанкових військ імені Маршала Радянського Союзу Р. Я. Малиновського у 1989 році, Військову академію Генерального штабу Збройних Сил Російської Федерації у 2008 році.
З листопада 2003 по липень 2006 року очолював 4-ту гвардійську танкову Кантемирівську дивізію імені Ю. В. Андропова. З червня 2008 по липень 2009 року — заступник начальника штабу 41-ї загальновійськової армії РФ. З липня 2009 по серпень 2010 року — начальник штабу 41-ї загальновійськової армії, дислокованої в Новосибірську.
З серпня 2010 по січень 2011 рік обіймав посаду виконувача обов'язків командувача військами 29-ї загальновійськової армії Східного військового округу, до складу якого увійшли військові частини колишнього Сибірського військового округу (СибВО), розташовані на території Забайкальського краю. Указом Президента РФ від 9 січня 2011 року призначений командувачем 29-ї загальновійськової армії.
22 лютого 2013 року присвоєно військове звання генерал-лейтенант. У липні 2014 року призначений заступником командувача військ Південного військового округу. 2016 року був головним військовим радником у Сирії.
У 2019 році призначений начальником Військового навчально-наукового центру Сухопутних військ «Загальновійськова академія ЗС РФ». 14 лютого 2023 року присвоєно військове звання генерал-полковник.
Романчук був співорганізатором російської оборони на ранніх етапах українського контрнаступу в червні 2023 року. Він оголосив, що український контрнаступ почався о 2:00 6 червня. Незважаючи на те, що отримав похвалу та позиціонував себе як головнокомандувача, найбільшу заслугу в обороні приписують його старшому командиру в Південному окрузі Сергію Кузовльову та його начальнику Генштабу ЗС РФ Валерію Герасимову.
22 вересня 2023 року Олександра Романчука, за інформацією начальника Головного управління розвідки Міноборони України Кирила Буданова разом із начальником штабу ЧФ ВМФ Росії генерал-лейтенантом Олегом Цековим, було важко поранено під час ракетного удару по штабу Чорноморського флоту в тимчасово окупованому Севастополі. Останнім часом він був командувачем російських військ у Запорізькій області. У 2020—2022 роках вони обидвоє були керівниками Загальновійськової академії ЗС РФ. Романчук перебував у дуже тяжкому стані, а Цеков — без свідомості.
В 2024 році хактивістам групи Кіберспротив вдалося впровадити вірусну програму на робочий комп'ютер Романчука, звідки він розповсюдився на інші комп'ютери штабу Запорізького напрямку. Завдяки цьому проникненню українським спецслужбам вдалося отримати значну кількість робочої документації штабу та даних відносно родини генерала та пов'язаних осіб, а також іхніх незаконних бізнесів.

## Родина
- Дружина — Романчук (Кучнамор) Ольга Юхимівна (нар. 17.03.1965) — мешкає з чоловіком у селі Калінінець Московської області або у квартирі в Москві по вулиці Червоноказарменна.
- Син — Романчук Володимир Олександрович (нар. 02.02.1992), проживає в Москві по вулиці Бориса Пастернака[11].

## Нагороди
- Орден Мужності (2016) — за мужність, відвагу та самовідданість, виявлену при виконанні військового обов'язку
- Орден «За військові заслуги»
- Медаль ордену «За заслуги перед Вітчизною» ІІ ступеня із зображенням мечів
- Медаль «Учаснику військової операції у Сирії»
- Заслужений військовий спеціаліст Російської Федерації